# New Knoxville, Ohio
New Knoxville là một làng thuộc quận Auglaize, tiểu bang Ohio, Hoa Kỳ. Năm 2010, dân số của làng này là 879 người.

## Dân số
- Dân số năm 2000: 891 người.
- Dân số năm 2010: 879 người.